# St. Peter (Dormagen)
St. Peter ist eine Ortschaft der Stadt Dormagen im Rhein-Kreis Neuss.
Östlich von St. Peter liegt die Ortschaft Stürzelberg, südlich der kleine Weiler Nachtigall. Westlich liegt die Ortschaft Delrath und im Norden grenzt der Ort an den Rhein und an die Stadt Neuss.

## Geschichte
St. Peter gehörte seit 1815 zur Bürgermeisterei und zur Stadt Zons im Kreis Neuß im Königreich Preußen. Seit dem 1. Januar 1975 ist St. Peter ein Ort in der Stadt Dormagen.

## Wirtschaft
1914 entstand westlich von St. Peter die spätere Stürzelberger Hütte. Zunächst wurden hier Erze gelagert. 1925 wurde eine Rußfabrik an der Bundesstraße 9 errichtet. 1954 wurde ebenfalls an der Bundesstraße 9 ein Werk der Beton- und Monierbau A-G, Düsseldorf gebaut. 1962 siedelte sich in St. Peter die Pentosinwerke an. 1979 wurde der Grundstein für AEG Telefunken in St. Peter gelegt. Im August 1985 kam es nördlich von St. Peter gelegenen ehemaligen Gelände einer Zinkhütte nahe dem Silbersee zu einem Giftskandal.

## Verkehr
Durch St. Peter verläuft die Bundesstraße 9. An den Ort grenzt im Westen die Bundesautobahn 57.